# Демогеографија
Демогеографија (популациона географија или географија становништва) је географска дисциплина, део друштвене географије, која се бави проучавањем просторне карактеристике стања и кретања становништва.
Разлика између демографије и демогеографије огледа се у томе што је прва наука о становништву, а друга је наука о просторном размештају становништва.

## Задатак демогеографије
Основни задаци науке су издвајање популационо-географских регија, тј. простора са истим или сличним размештајем, структурама и кретањем становништва, даље, одређивање доприноса појединих фактора, који су ту разноликост условили и одређивање битних карактеристика сваке од издвојених регија у односу на све остале регије. Демогеографија у ужем смислу посебну пажњу поклања бројном кретању становништва, природном прираштају и миграционим процесима.

## Методе
Демогеографија користи неколико метода:
- картографски метод
- статистички метод
- компаративни метод
- анализу и синтезу података
- демографски метод.

## Веза са другим наукама
Становништво је комплексан предмет проучавања, који осим просторне разноликости има и друге особине, којима се баве друге науке: демографија, социологија, урбанизам, етнологија, историја, економија и др. Дакле, у основи њихових проучавања је становништво, али са различитих тачака гледишта.